# Albrecht Schmidt
Albrecht Elvinius Schmidt, född 9 april 1870 i Köpenhamn i Danmark, död 5 mars 1945, var en dansk skådespelare, regissör och teaterchef. Han var bror till skådespelaren Robert Schmidt och gifte sig 1896 med skådespelaren Thora Halberg och 1934 med Else Albeck.
Schmidt utbildade sig först till dekorationsmålare vid Zahrtmanns malerskole. Han gick i lära hos teatermålaren Güllich 1885. Därefter studerade han drama vid Det Kongelige Teaters elevskole 1889–92, men scendebuterade redan 1890. 1915–17 var han teaterchef för Alexandra Teatret. Han filmdebuterade 1909 och medverkade i elva danska stumfilmer och åtta ljudfilmer.

## Filmografi (urval)
- 1934 – Flugten fra Millionerne (På väg till paradiset)
- 1922 – Häxan
- 1920 – Klostret i Sendomir